# Distretto di Barguna
Il distretto di Barguna (in bengalese বরগুনা জেলা, Bargunā jelā) è uno dei 6 distretti della divisione di Barisal, nel Bangladesh meridionale.

## Suddivisioni
Il distretto di Barguna si suddivide nei seguenti sottodistretti (upazila):
- Amtali
- Bamna
- Barguna Sadar
- Betagi
- Patharghata
- Taltali

Ci sono in totale 38 consigli d'unione, 238 mouza e 560 villaggi nel distretto. Barguna contiene anche 4 municipalità con 44 guardie e 49 mahalla.
Il centro maggiore del distretto è la città di Barguna, che su una superficie di 15.57 km² è divisa in 9 guardie e 19 mohalla.